# Paul Sjöberg

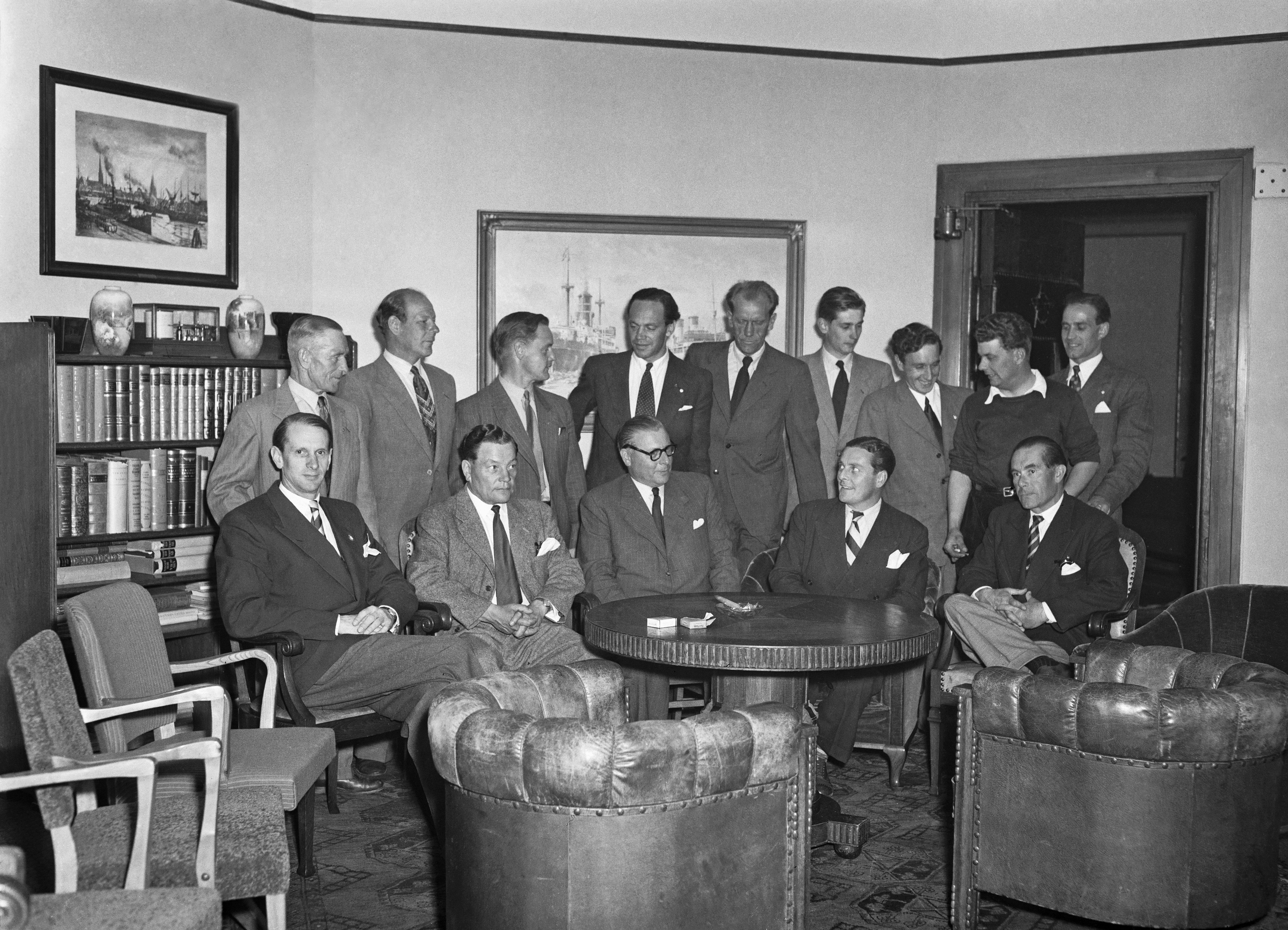
Die finnischen Olympia-Segler 1952. Sitzend von links nach rechts: Mannschaftsführer Rote Hellström, die Rudergänger Ernst Westerlund, Hans Dittmar, René Nyman und Eric Fabricius. Stehend von links nach rechts: Paul Sjöberg, Adolf Konto, Rolf Turkka, Christian Ilmoni, Ragnar Jansson, Erik Stadigh, Leo Nagornoff, Aarne Castrén und Bror Johansson.

Paul Leonard Sjöberg (* 14. Juli 1897 in Hanko; † 16. März 1978 in Helsinki) war ein finnischer Segler.

## Erfolge
Paul Sjöberg nahm an den Olympischen Spielen 1952 in Helsinki mit der Yacht Ralia in der 6-Meter-Klasse teil und schloss die Regatta mit dem dritten Platz ab. Gemeinsam mit den übrigen Crewmitgliedern Adolf Konto, Rolf Turkka und Ragnar Jansson sowie Skipper Ernst Westerlund sicherte er sich hinter den US-Amerikanern um Herman Whiton auf der Yacht Llanoria und dem von Finn Ferner angeführten norwegischen Boot Elisabeth X die Bronzemedaille.